# Cary Fukunaga
Cary Joji Fukunaga (Oakland, 10 juli 1977) is een Amerikaanse regisseur, scenarist en cameraman. Hij regisseerde onder meer het eerste seizoen van de HBO-serie True Detective en de films Jane Eyre (2011), Beasts of No Nation (2015) en No Time to Die (2021).

## Biografie
Cary Fukunaga werd in 1977 geboren in het Californische Oakland als de zoon van Anthony Shuzo Fukunaga, een Japanse Amerikaan die tijdens de Tweede Wereldoorlog geboren werd in een interneringskamp. Zijn vader werkte voor een generatorbedrijf en later voor de Universiteit van Californië (Berkeley). Zijn Zweeds-Amerikaanse moeder, Gretchen May Grufman, werkte als een mondhygiëniste en later als geschiedenisleraar. Zijn ouders scheidden, waarna zijn vader trouwde met een Argentijnse vrouw en zijn moeder met een Mexicaanse Amerikaan.
De ooms en tantes van Fukunaga zijn allemaal leerkrachten of wetenschappers. Zijn familie verhuisde regelmatig in de San Francisco Bay Area en vestigde zich in Berkeley, Albany, Vallejo, Benicia en Sebastopol alvorens terug te keren naar Oakland.
Aanvankelijk wilde Fukunaga een professionele snowboarder worden, maar als twintiger zette hij zijn zinnen op film maken. Hij begon als camera-stagiair en schreef zich nadien in bij een filmschool. In 1999 behaalde hij een Bachelor aan de Universiteit van Californië (Santa Cruz). Hij studeerde ook aan het Instituut voor Politieke Wetenschappen in Grenoble en de Tisch School of the Arts van de Universiteit van New York (NYU). Fukunaga spreekt ook vloeiend Spaans en Frans.

## Filmcarrière
Fukunaga begon met het schrijven en regisseren van korte films, waaronder Victoria para Chino (2004), dat hij filmde als student van NYU en waarmee hij verscheidene keren in de prijzen viel.
In 2009 debuteerde hij met de Spaanstalige film Sin nombre, die hij zelf schreef en regisseerde. De film kreeg positieve recensies en won onder meer de prijs voor beste regisseur op het Sundance Film Festival. De film vertelt het verhaal van een Hondurees meisje dat samen met een Mexicaanse gangster probeert om Amerika binnen te sluipen. 
In 2011 verfilmde Fukunaga de 19e-eeuwse roman Jane Eyre van schrijfster Charlotte Brontë. Het gelijknamig kostuumdrama met Mia Wasikowska en Michael Fassbender als hoofdrolspelers werd genomineerd voor onder meer een Oscar en een BAFTA Award.
Nadien regisseerde hij het eerste seizoen van de HBO-reeks True Detective (2014). De serie, die bedacht werd door Nic Pizzolatto, gooide hoge ogen en werd genomineerd voor onder meer vier Golden Globes. Fukunaga zelf won voor de aflevering "Who Goes There" een Emmy Award voor beste regie.
Voor streamingdienst Netflix schreef, regisseerde en filmde hij het oorlogsdrama Beasts of No Nation (2015). De film speelt zich af tijdens een West-Afrikaanse burgeroorlog en volgt een kindsoldaat en zijn tirannieke commandant. De film kreeg overwegend positieve recensies, maar sleepte desondanks geen enkele Oscarnominatie in de wacht. In 2018 regisseerde hij voor de streamingdienst ook de miniserie Maniac, met Emma Stone en Jonah Hill als hoofdrolspelers.
In september 2018 werd Fukunaga aangekondigd als de regisseur van No Time to Die (2021), de 25e James Bondfilm.

## Prijzen en nominaties
Een overzicht van de belangrijkste prijzen en nominaties:
| Film                       | Prijs                            | Categorie                    | Resultaat   |
| -------------------------- | -------------------------------- | ---------------------------- | ----------- |
| Sin nombre (2009)          | Film Independent Spirit Award    | Beste regisseur              | Genomineerd |
| Sin nombre (2009)          | Sundance Film Festival           | Juryprijs                    | Genomineerd |
| Sin nombre (2009)          | Sundance Film Festival           | Beste regisseur              | Gewonnen    |
| True Detective (2013)      | Emmy Award                       | Beste dramaserie             | Genomineerd |
| True Detective (2013)      | Emmy Award                       | Beste regie (dramaserie)     | Gewonnen    |
| True Detective (2013)      | Directors Guild of America Award | Beste regie (dramaserie)     | Genomineerd |
| True Detective (2013)      | Producers Guild of America Award | Beste producent (dramaserie) | Genomineerd |
| Beasts of No Nation (2015) | Film Independent Spirit Award    | Beste film                   | Genomineerd |
| Beasts of No Nation (2015) | Film Independent Spirit Award    | Beste regisseur              | Genomineerd |
| Beasts of No Nation (2015) | Film Independent Spirit Award    | Beste camerawerk             | Genomineerd |
| Beasts of No Nation (2015) | Filmfestival van Venetië         | Gouden Leeuw                 | Genomineerd |
| Beasts of No Nation (2015) | Filmfestival van Venetië         | Enrico Fulchignoni Award     | Gewonnen    |
| Beasts of No Nation (2015) | Filmfestival van Venetië         | Green Drop Award             | Genomineerd |
| Beasts of No Nation (2015) | Filmfestival van Londen          | Beste film                   | Genomineerd |

## Filmografie

### Film
| Jaar | Titel               | Regisseur | Scenarist |
| ---- | ------------------- | --------- | --------- |
| 2009 | Sin nombre          |           |           |
| 2011 | Jane Eyre           |           |           |
| 2015 | Beasts of No Nation |           |           |
| 2017 | It                  |           |           |
| 2021 | No Time to Die      |           |           |

### Televisie
| Jaar | Titel          | Regisseur | Scenarist | Opmerking(en)  |
| ---- | -------------- | --------- | --------- | -------------- |
| 2014 | True Detective |           |           | Seizoen 1      |
| 2018 | The Alienist   |           |           | 2 afleveringen |
| 2018 | Maniac         |           |           | Miniserie      |